# (8214) Mirellalilli
(8214) Mirellalilli – planetoida z pasa głównego asteroid okrążająca Słońce w ciągu 4 lat i 106 dni w średniej odległości 2,64 au. Została odkryta 29 marca 1995 roku w Europejskim Obserwatorium Południowym przez Stefano Mottolę. Nazwa planetoidy została nadana przez odkrywcą dla jego żony Mirelli Lilli (ur. 1959) z okazji 20. rocznicy ślubu przypadającej 5 sierpnia 2007 roku. Przed nadaniem nazwy planetoida nosiła oznaczenie tymczasowe (8214) 1995 FH.